# 海淀公园
海淀公园是北京市海淀区新建宫门路2号的一座綜合性公園，于2003年建成。該公園坐落于北京西北四环万泉河桥西北角，东到万泉河路，西到万柳中路，南到西北四环路，北到新建宫门路，东邻中关村科技园区，占地面积34公顷，其中水域面积1.9公頃。该公园地跨西花园、畅春园、泉宗庙等皇家园林的遗址。公园北部为海淀展览馆，举办各类展览。

海淀公园是各类流行音乐节的举办场地。摩登天空音乐节、迷笛音乐节都曾将其作为举办场地。

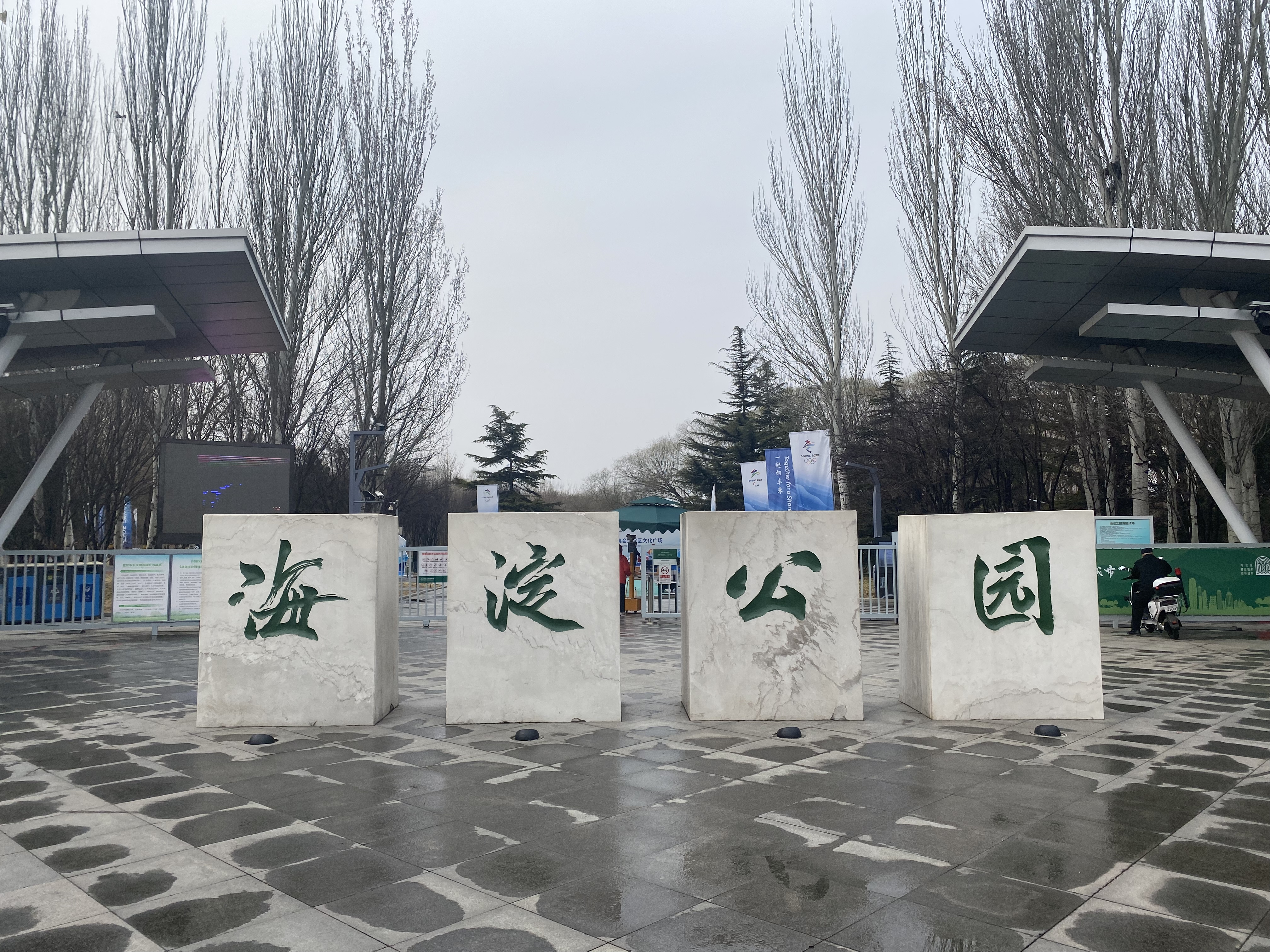
海淀公园东门
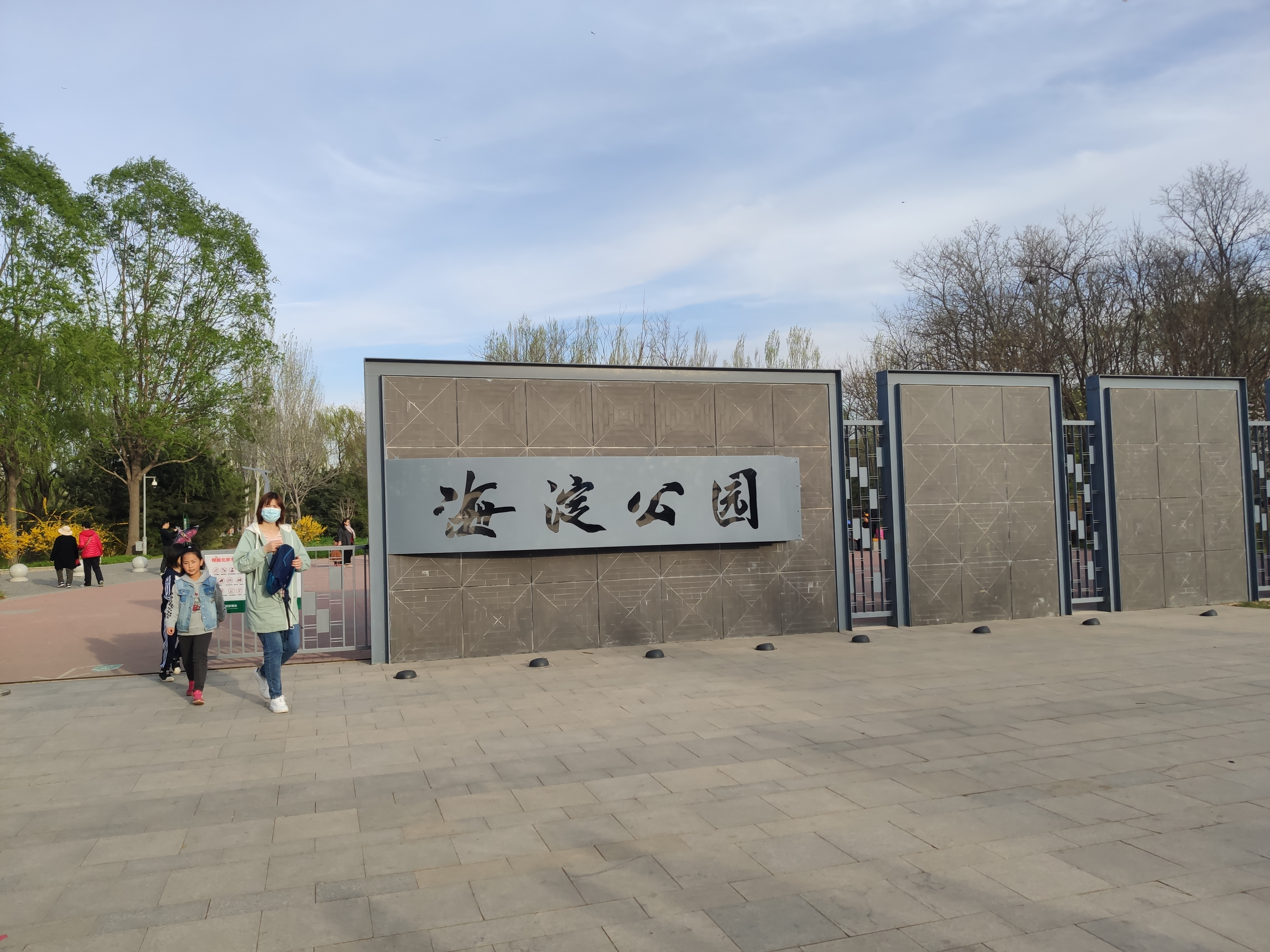
海淀公园西门

## 公园特色

### AI科技主题公园
2018年11月1日，海淀公园宣布正式完成人工智能（AI）改造，成为全球首个AI科技主题公园。公园内有智能步道、智慧灯杆、百度无人车、未来空间等智能设施。

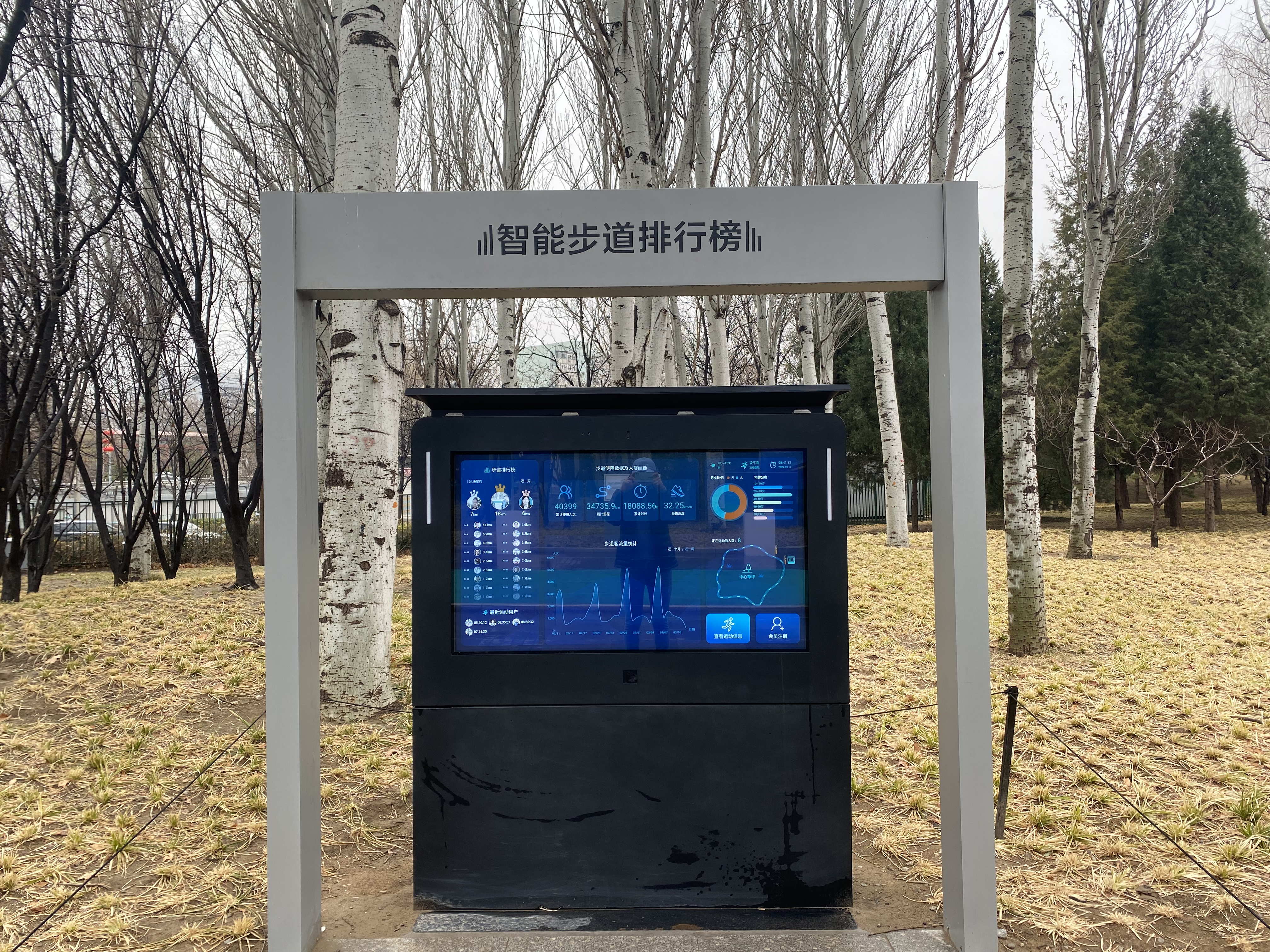
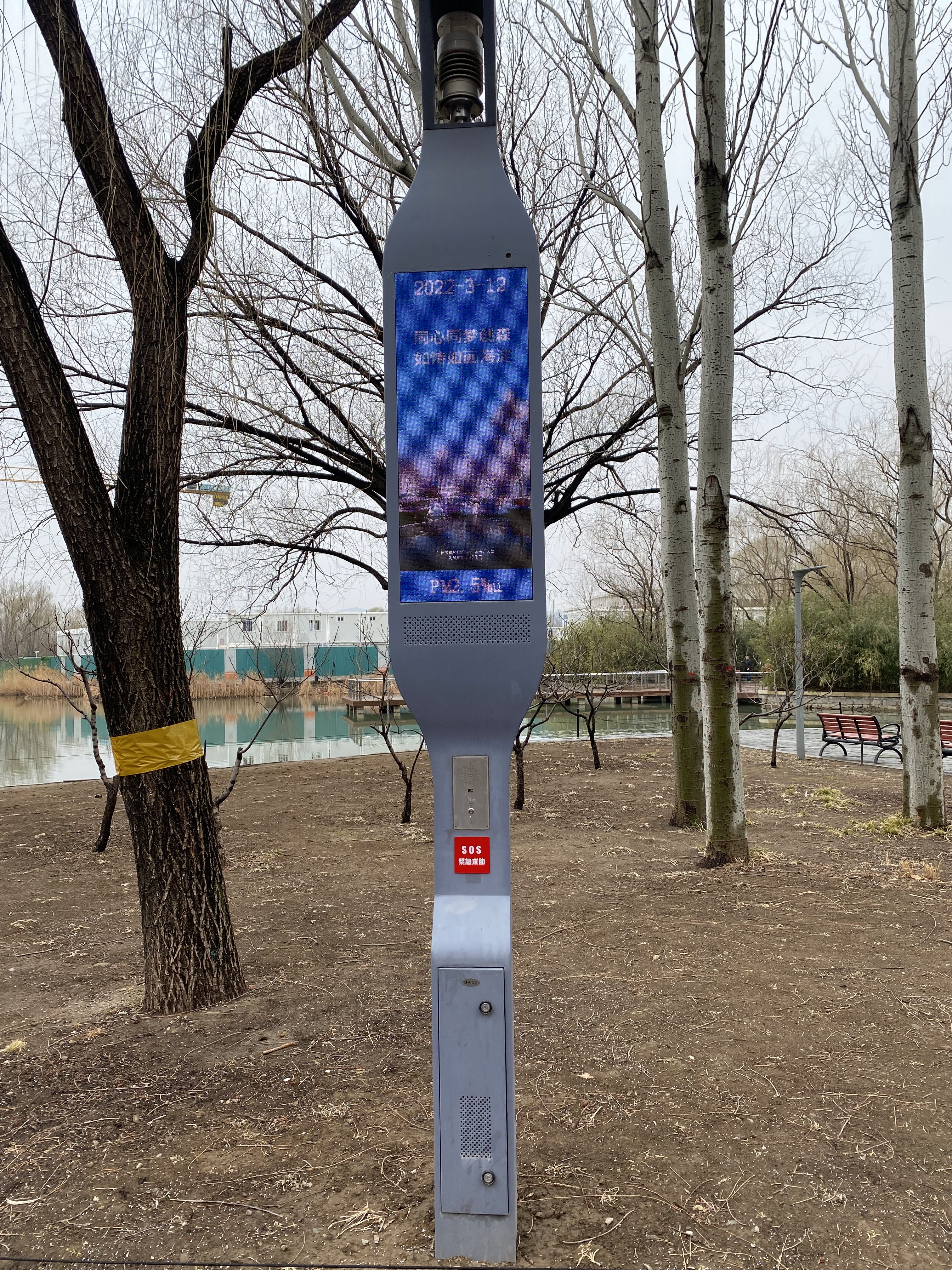
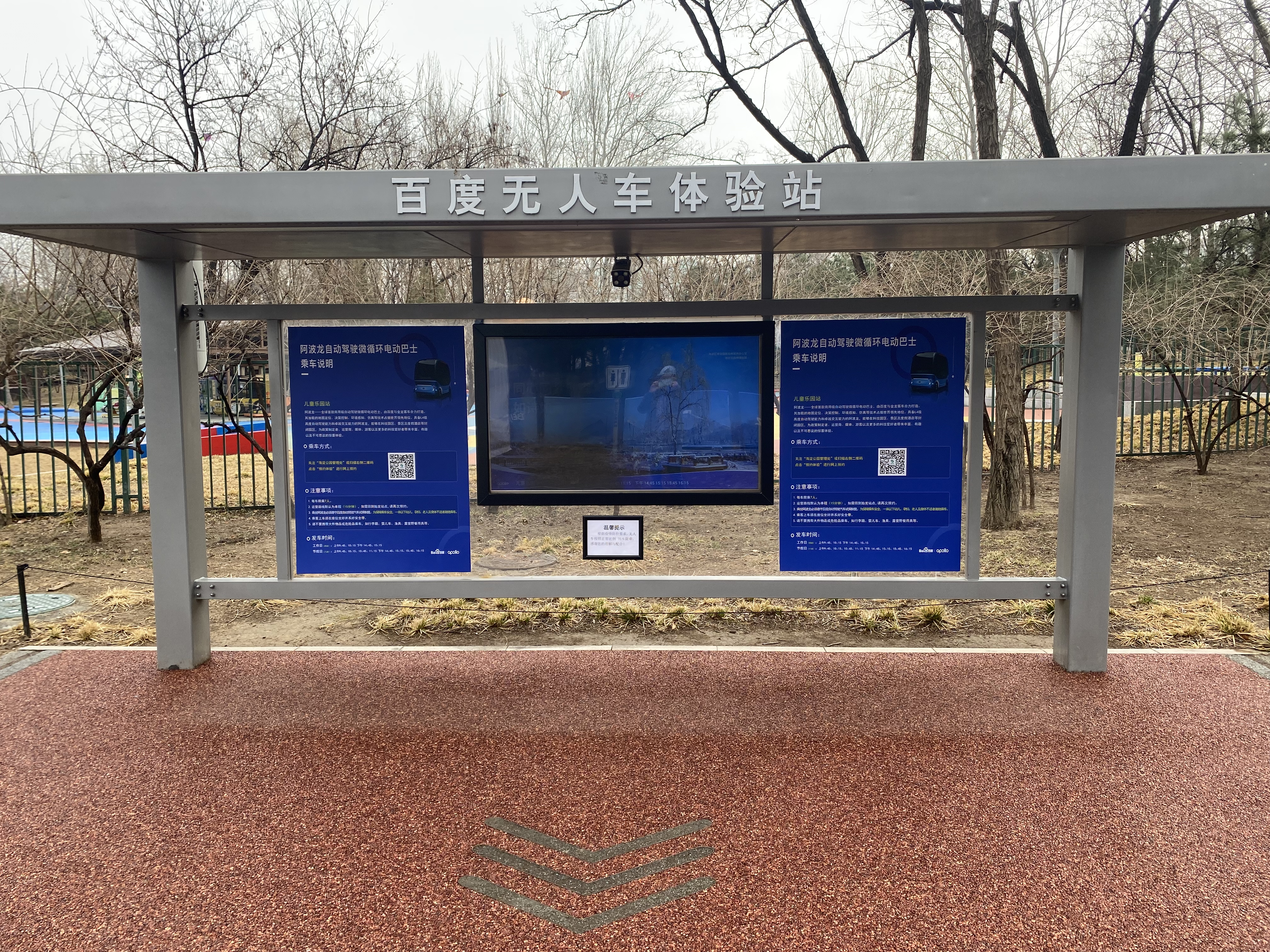
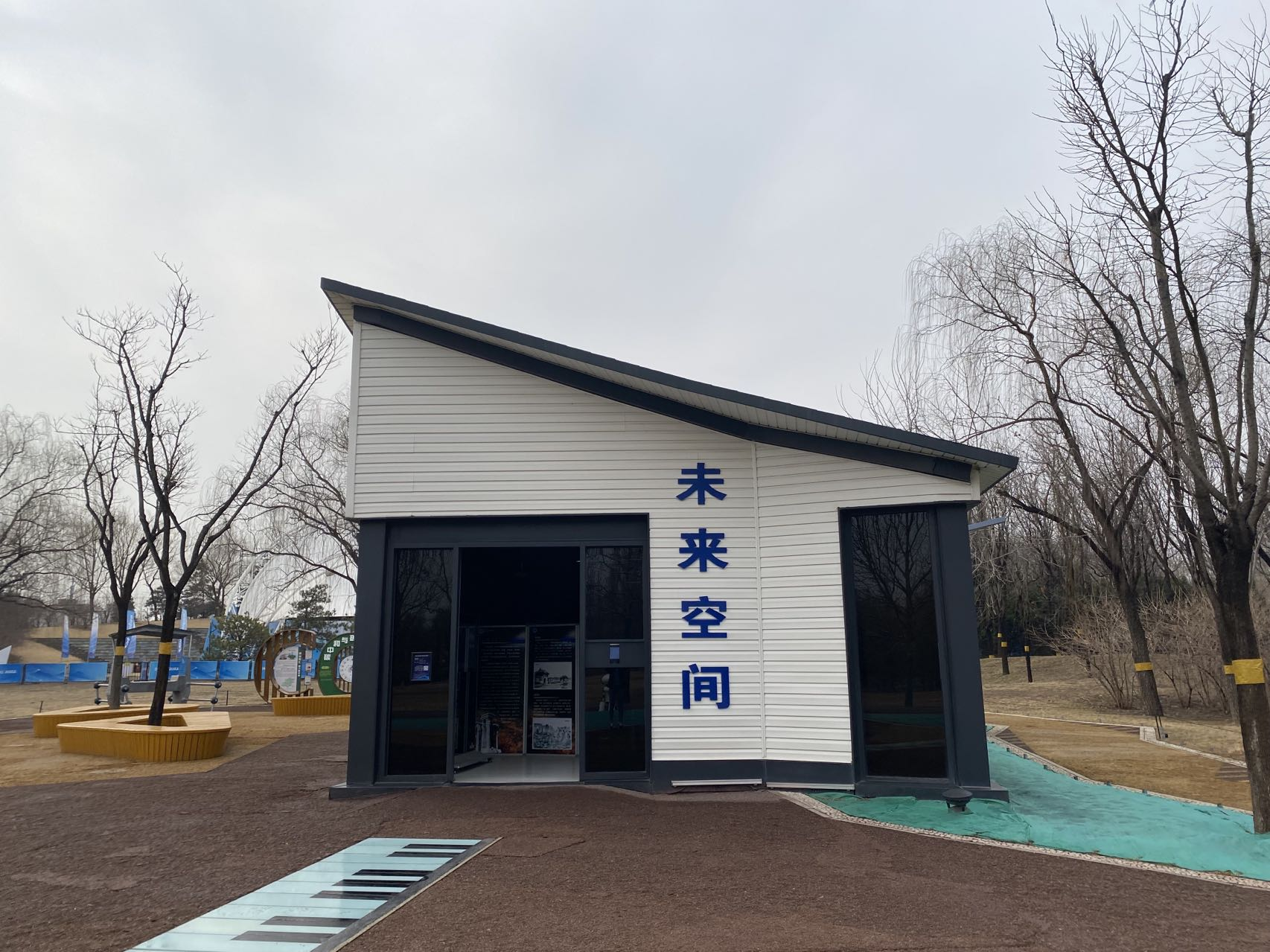

### 北京市首批应急避难场所
2004年，海淀公园被确定为北京市首批应急避难场所之一。

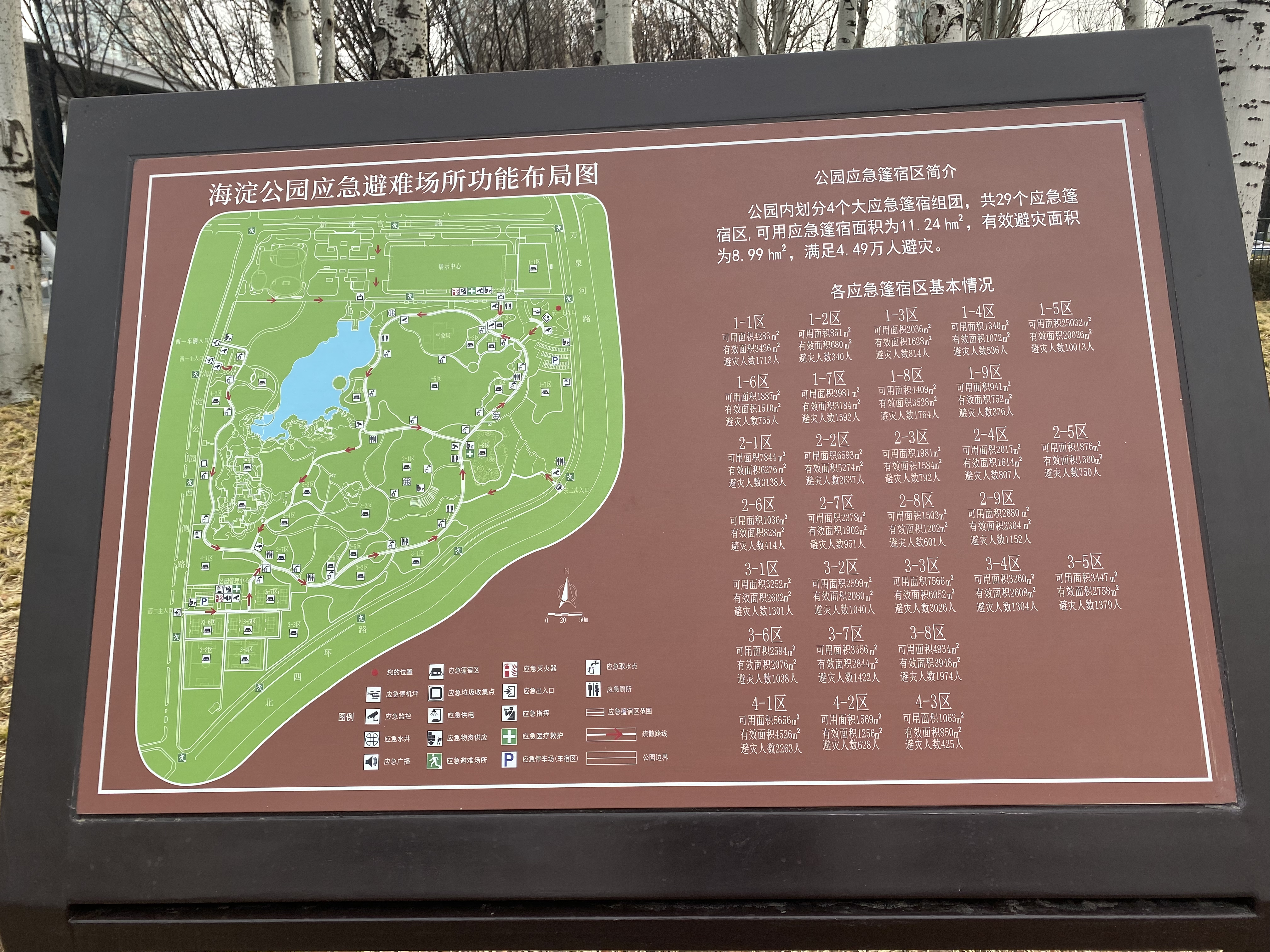
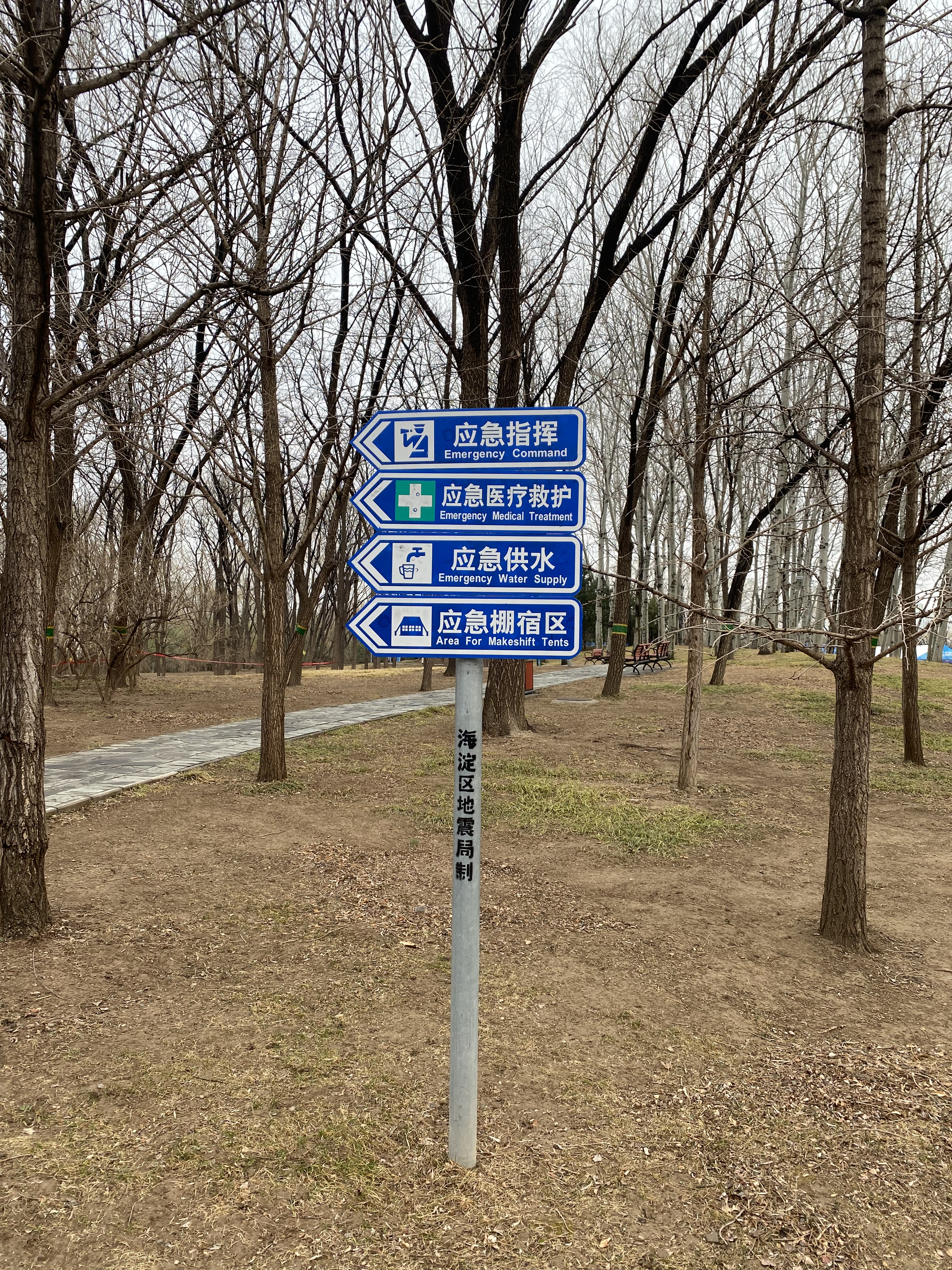

## 景区景观
景区内有讨源书声、丹棱晴波、仙人承露、古亭观稼、御稻流香等景观。

### 讨源书声

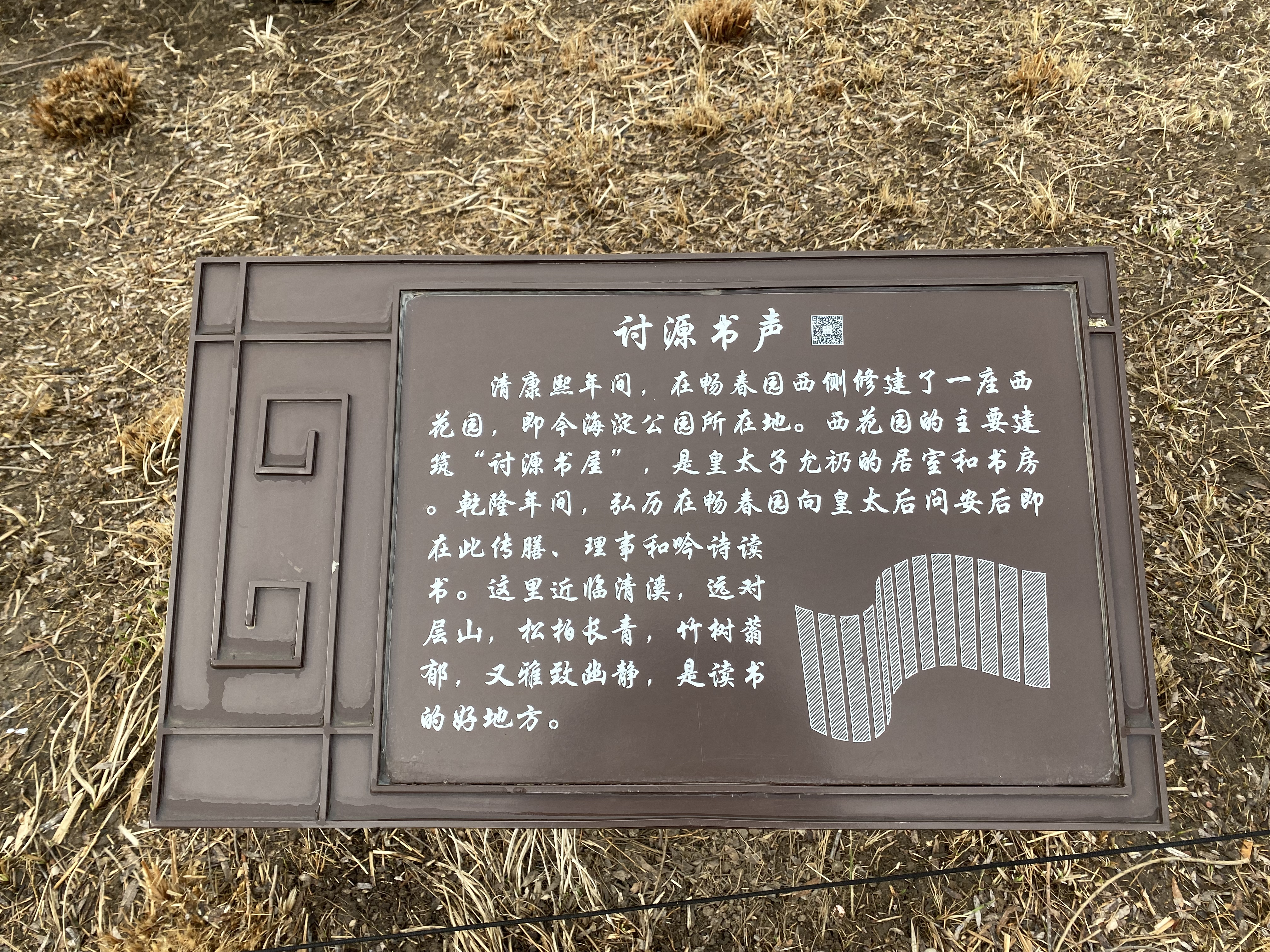

### 丹棱晴波

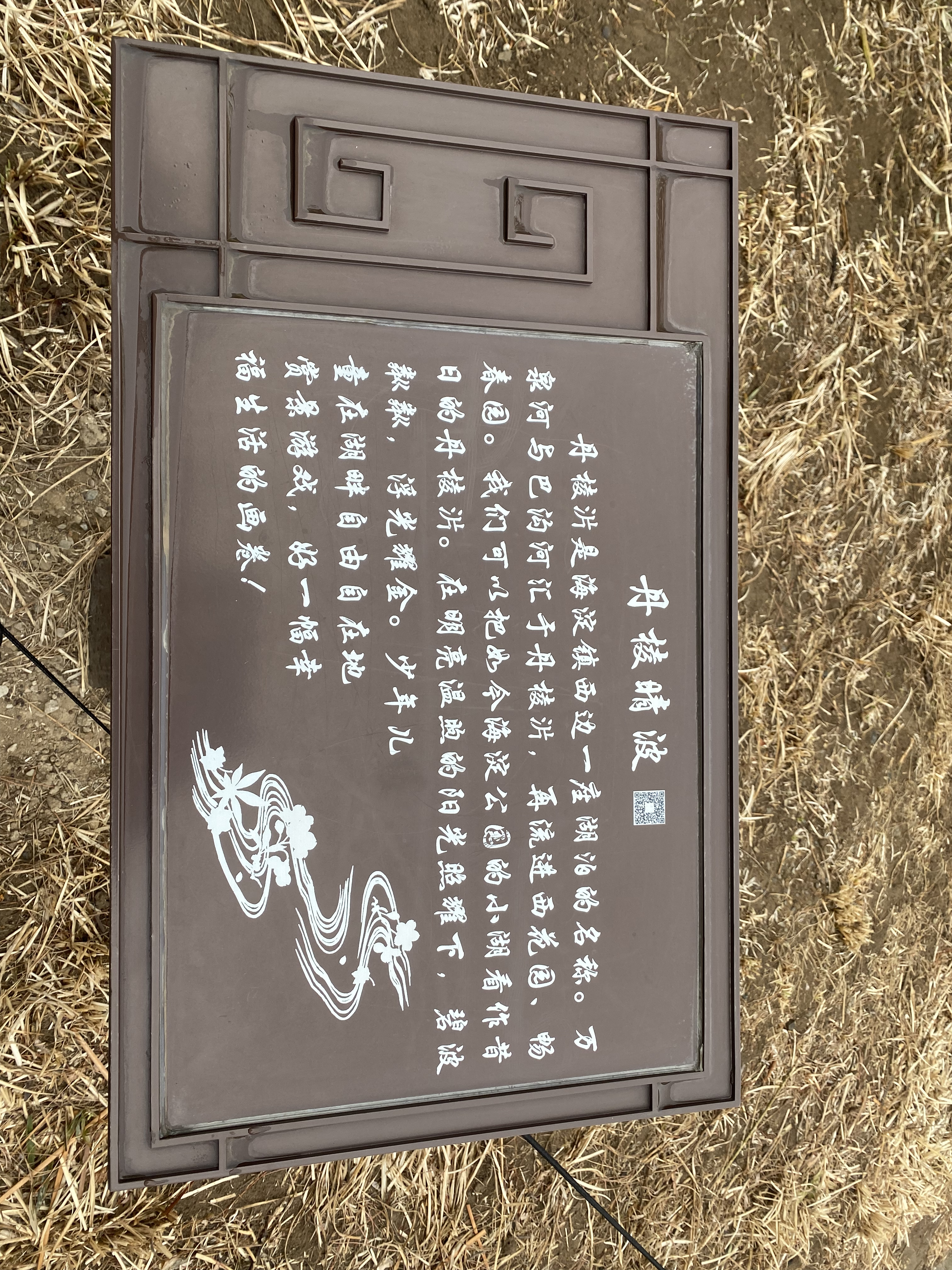

### 仙人承露

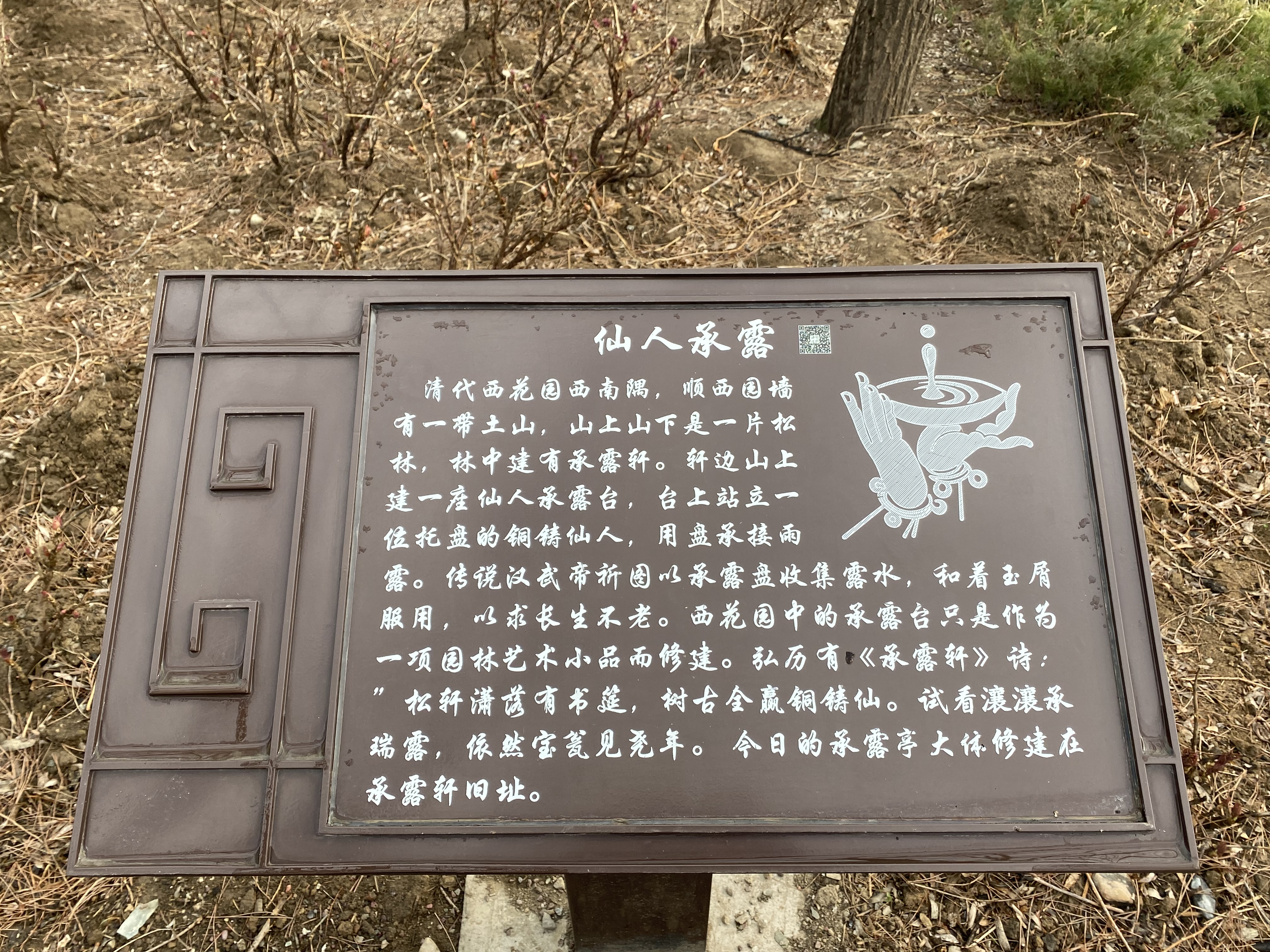

### 古亭观稼

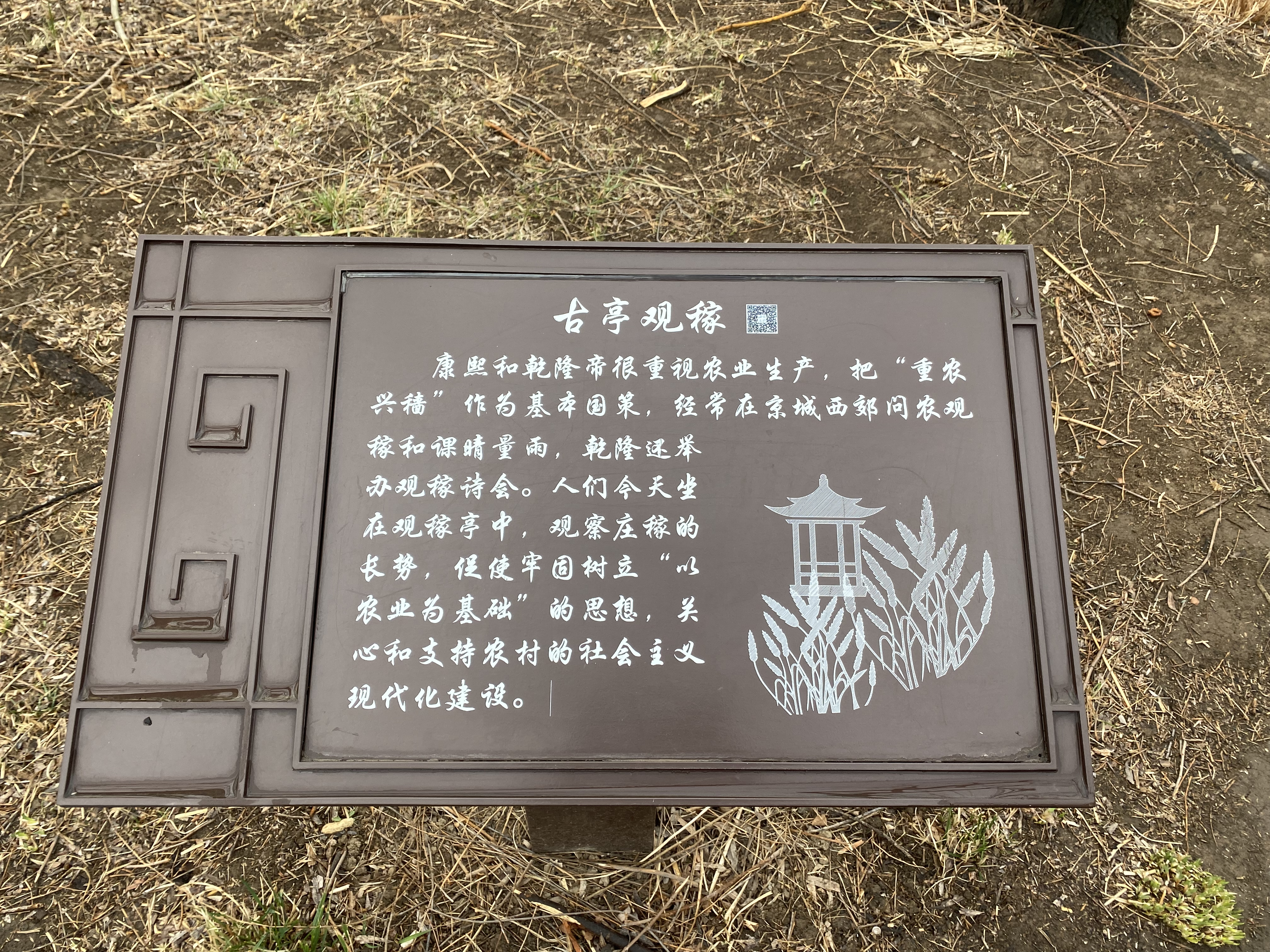
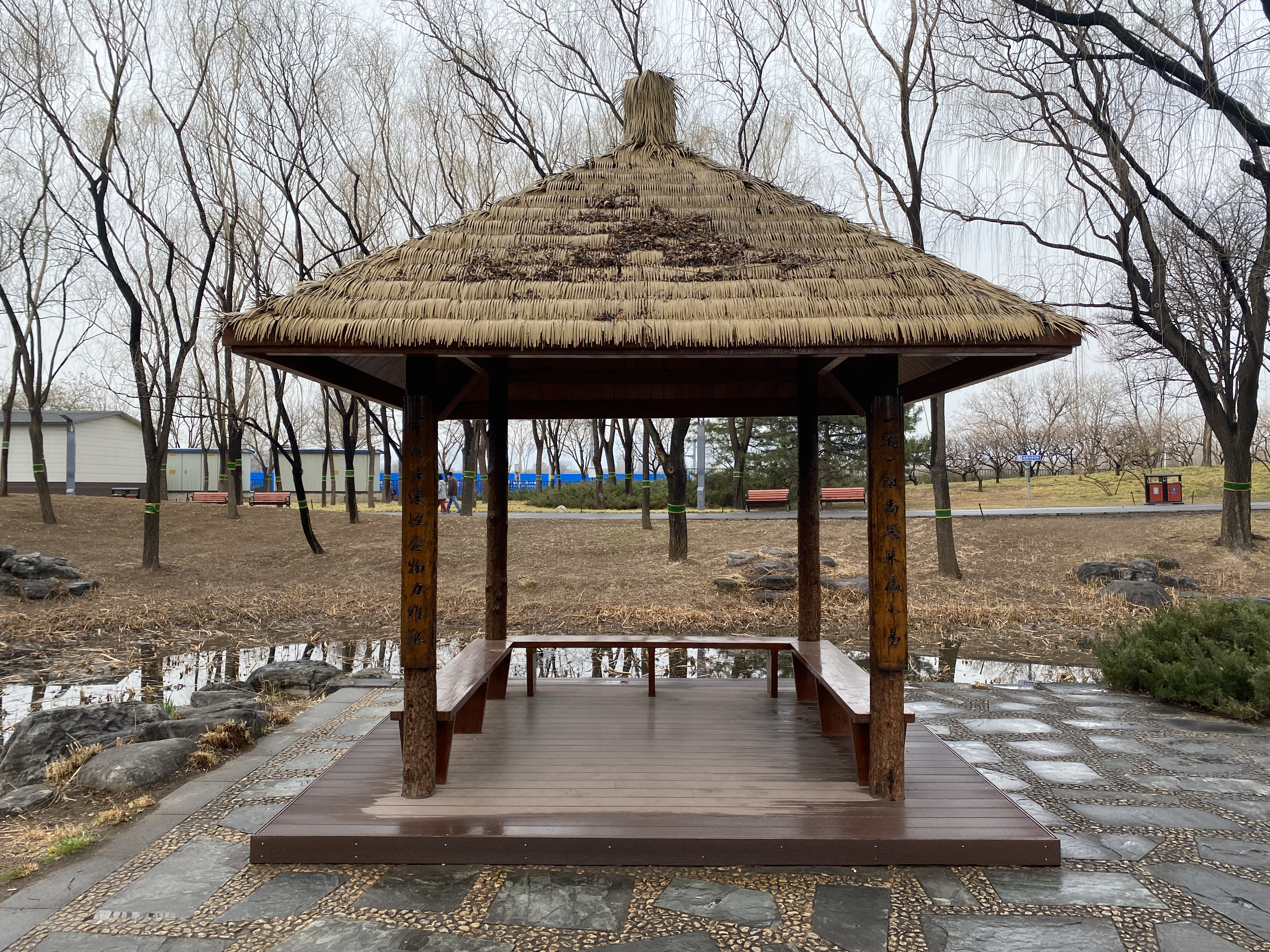

### 御稻流香

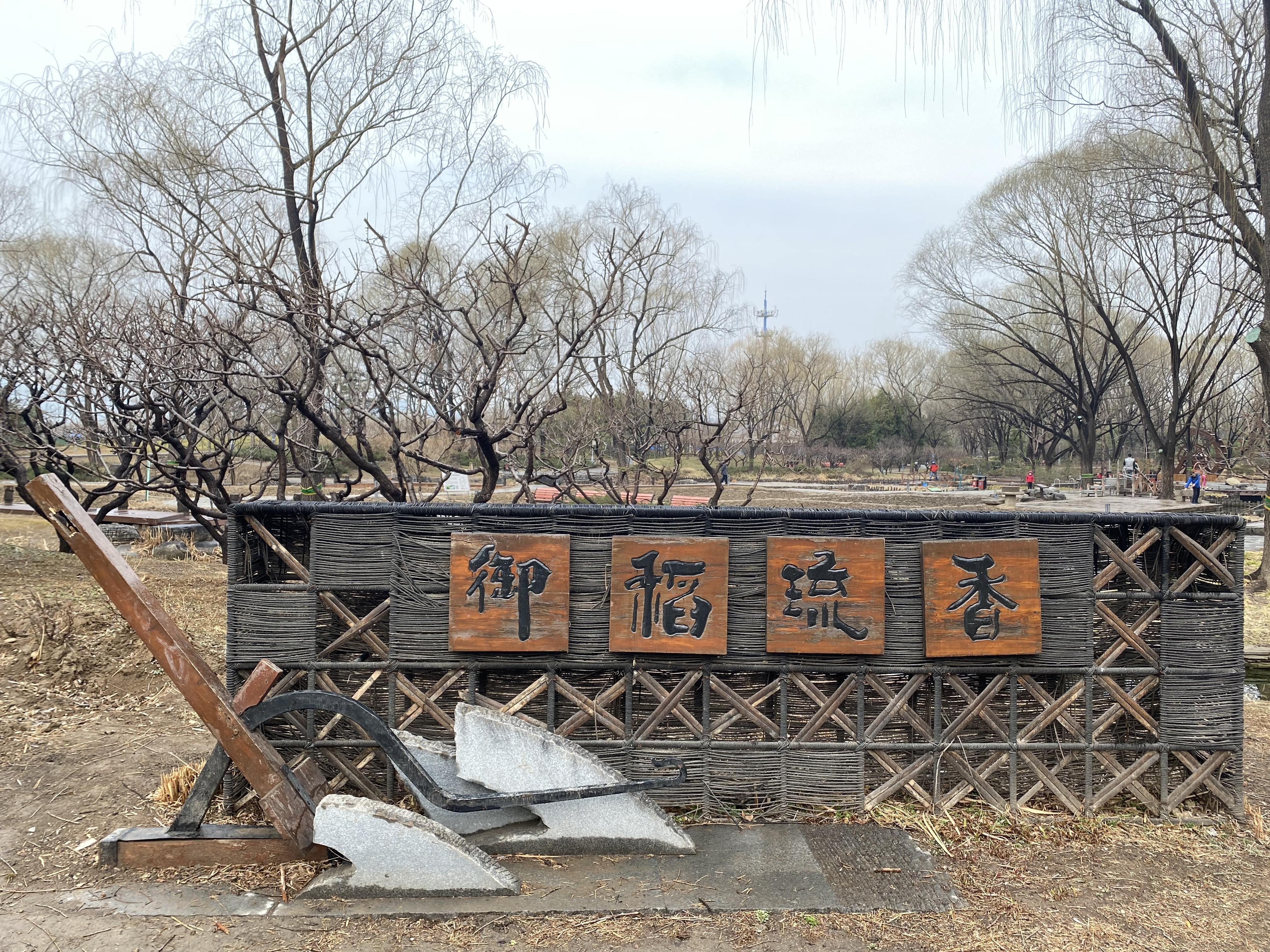
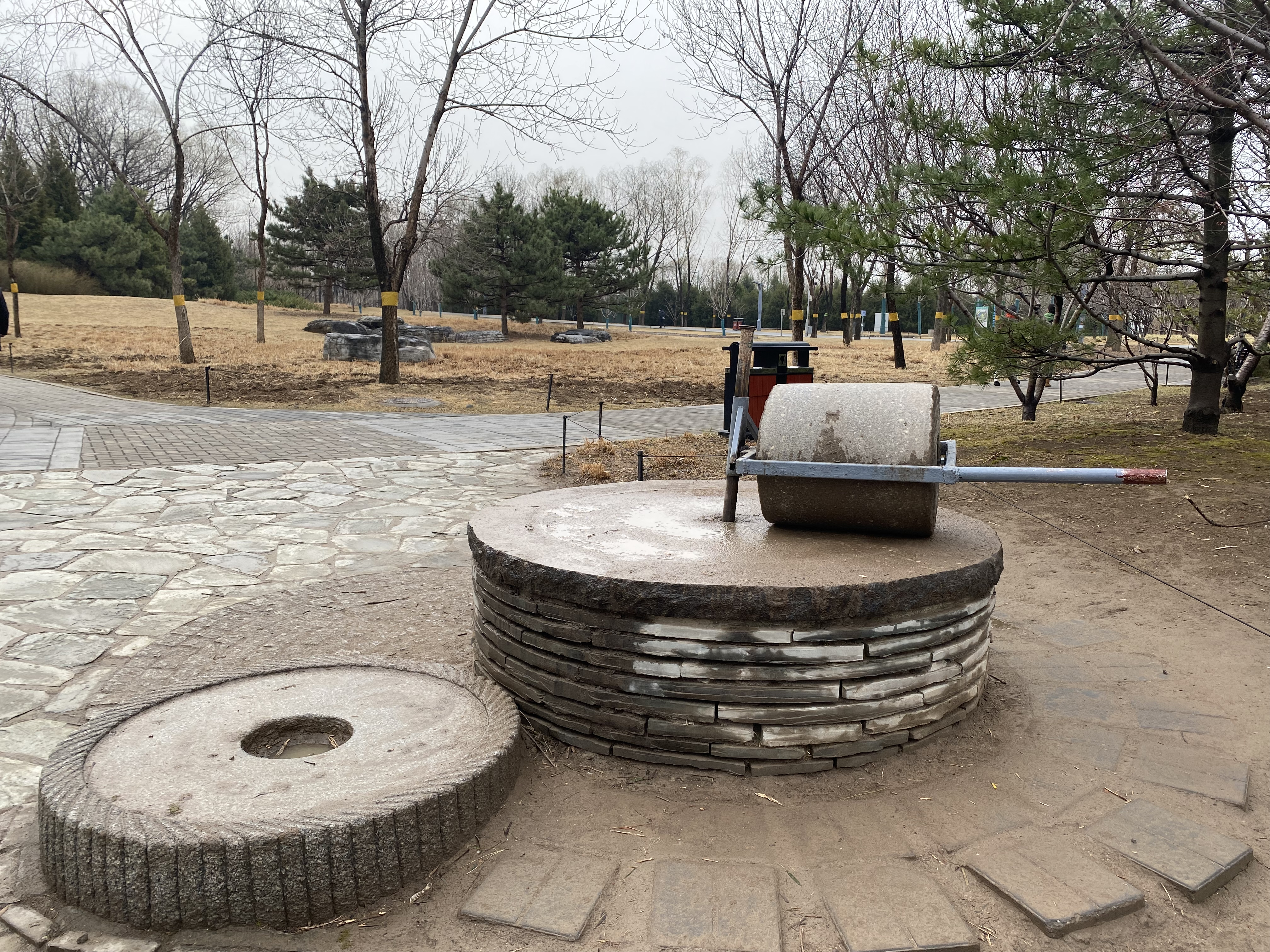

## 景区植物
公园内种植有雪松、油松、洋槐、银杏、白蜡、碧桃、金银木等植物。

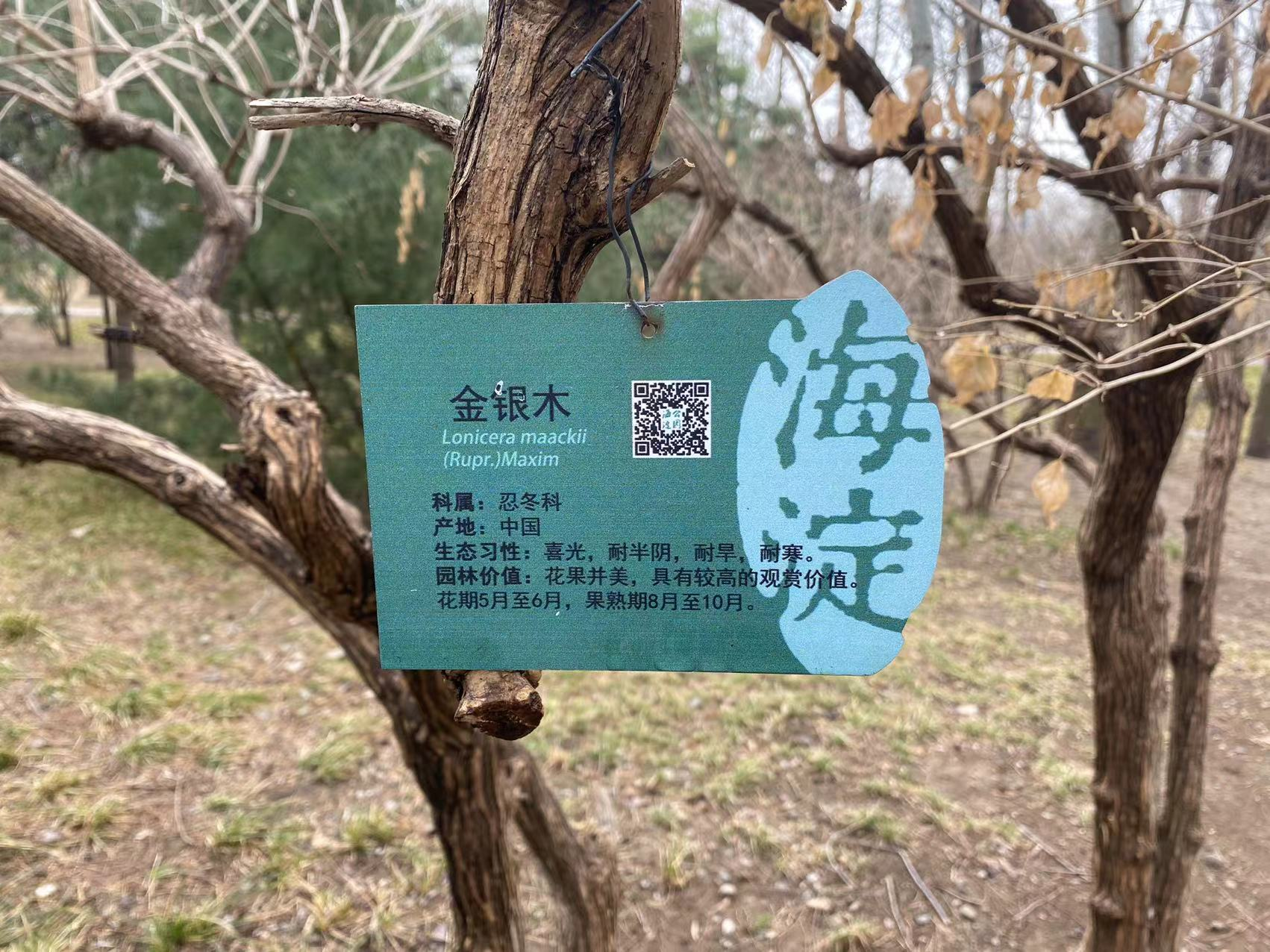

## 景区活动
在2022年冬季奥林匹克运动会期间，在海淀公园设置了北京市2022年冬奥会和冬残奥会海淀区文化广场。

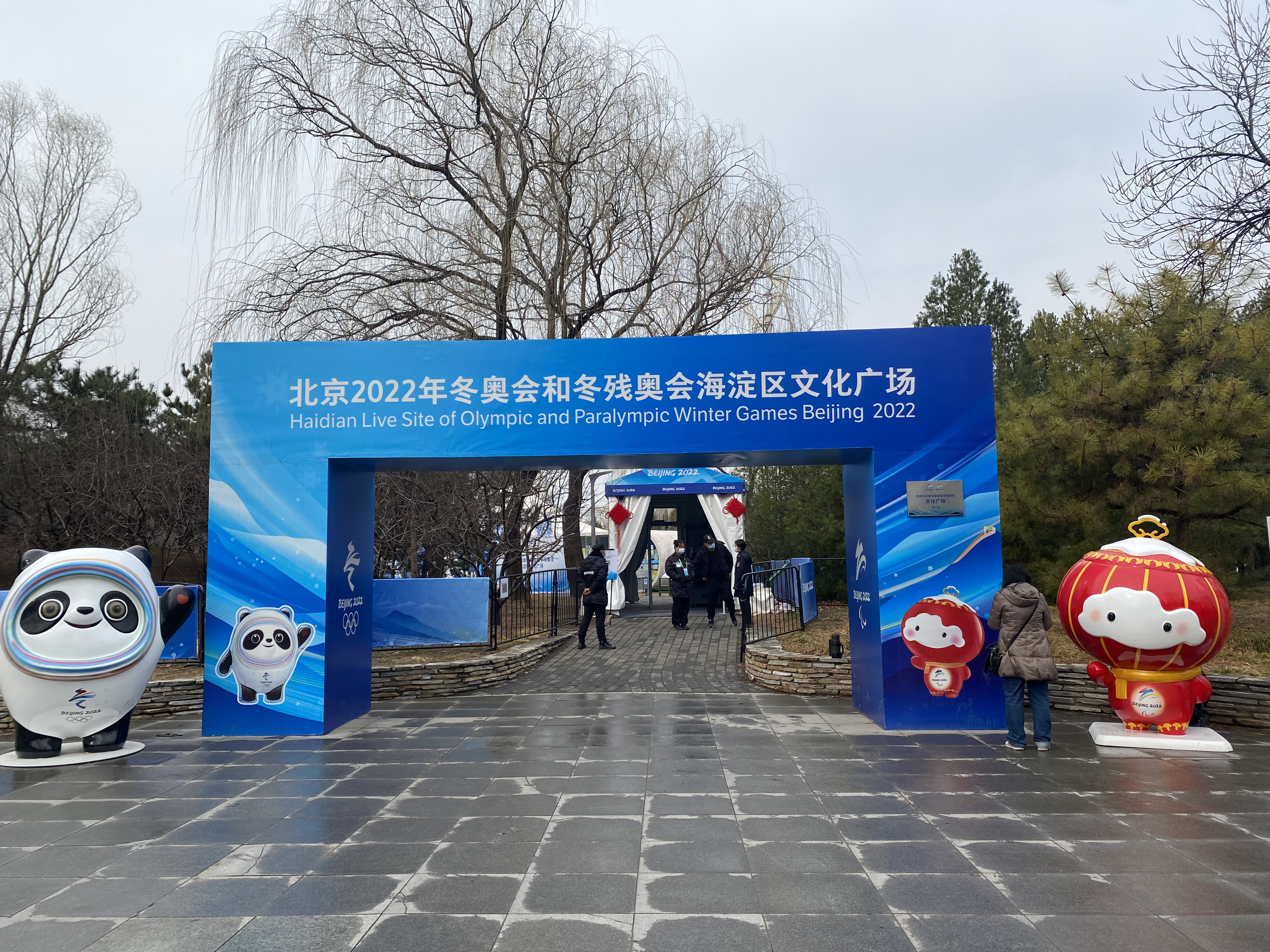

## 服务设施
园内设有健身步道、露天剧场、儿童乐园和足球网球运动场等服务场所。

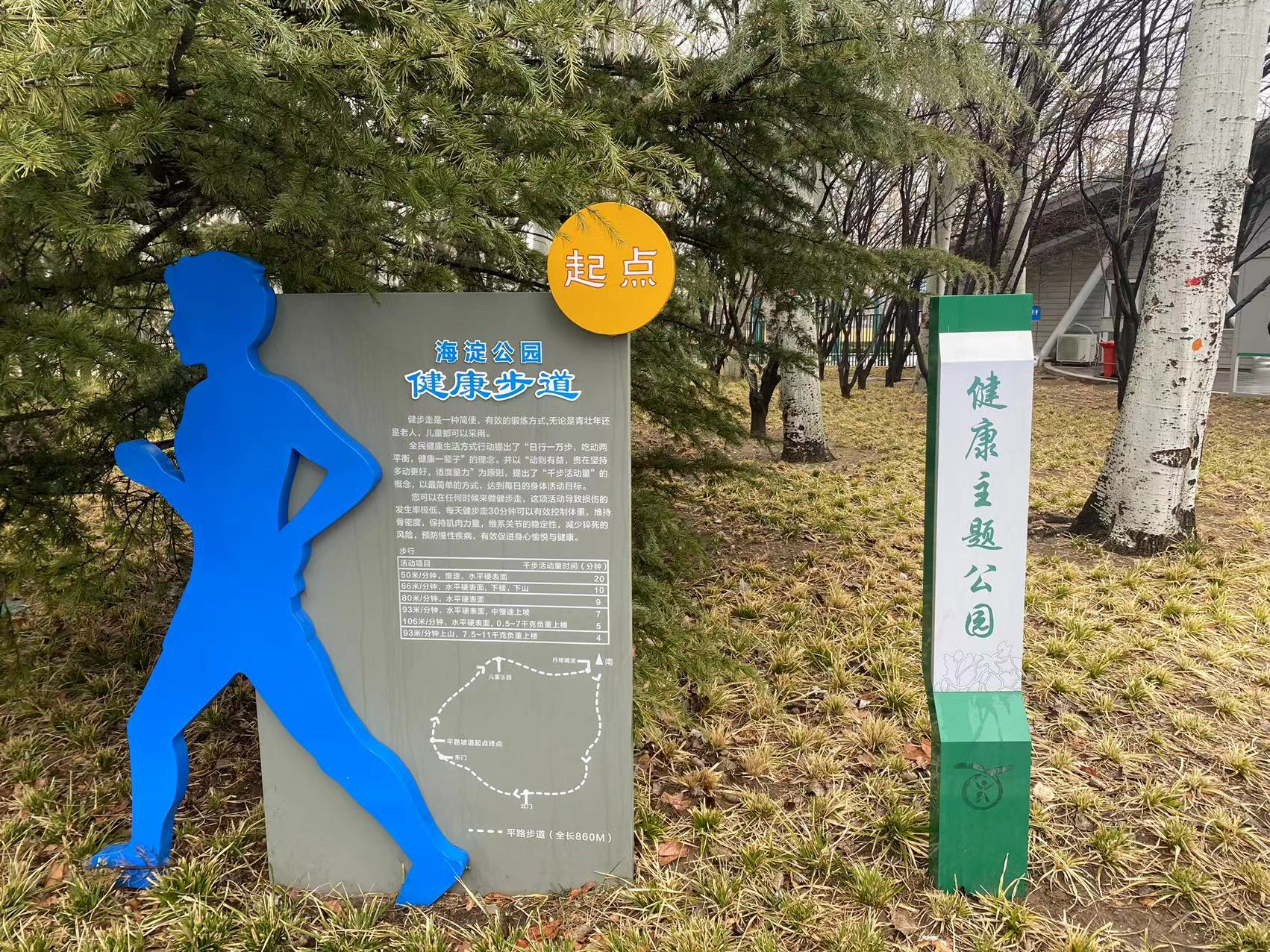
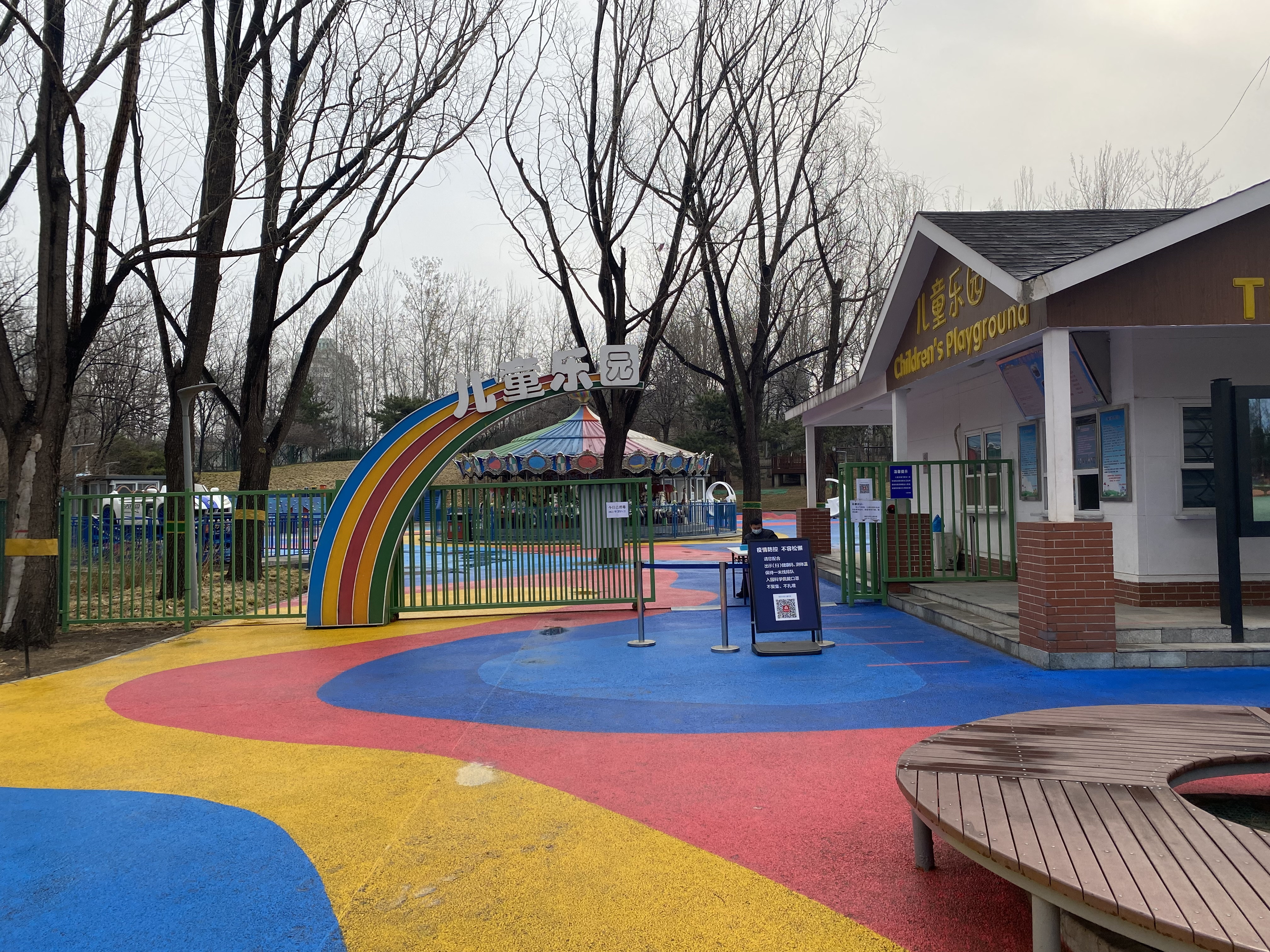
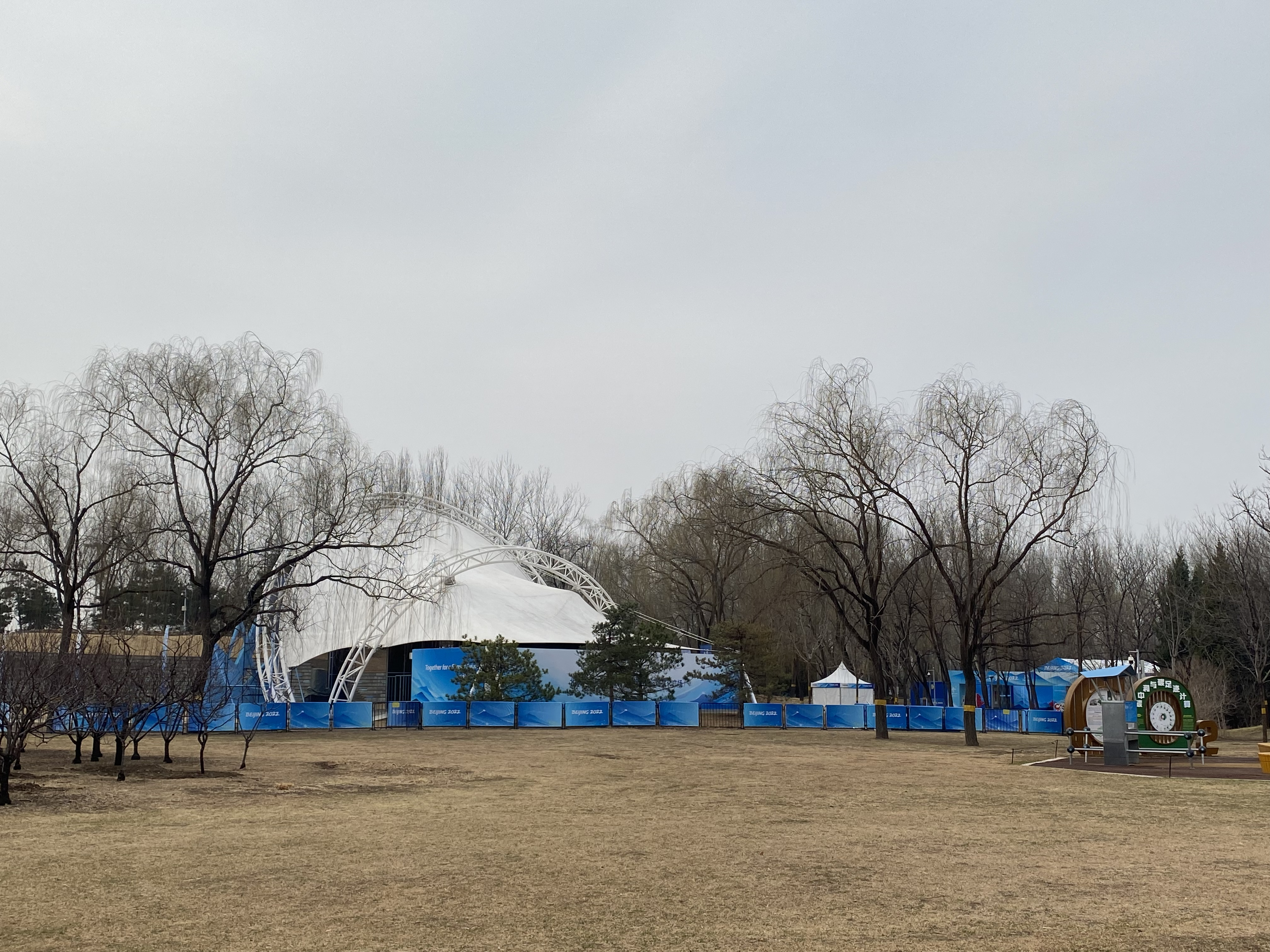